# Съливан (окръг, Мисури)
Окръг Съливан (на английски: Sullivan County) е окръг в щата Мисури, Съединени американски щати. Площта му е 1686 km², а населението - 7219 души (2000). Административен център е град Милън.